# Cichlasoma orientale
Cichlasoma orientale és una espècie de peix de la família dels cíclids i de l'ordre dels perciformes.

## Morfologia
Els mascles poden assolir els 13,6 cm de longitud total.

## Distribució geogràfica
Es troba als rius costaners de Ceará, Pernambuco, Rio Grande do Norte i Paraíba (Brasil).